# مور ضيوف
مور ضيوف (بالفرنسية: Mor Diouf)‏ هو لاعب كرة قدم سنغالي في مركز الدفاع، ولد في 16 أغسطس 1988 في داكار في السنغال. لعب مع سوبر سبورت يونايتد ونادي اتحاد دوانس.

## وصلات خارجية
- مور ضيوف على موقع قاعدة بيانات كرة القدم.إي يو (الإنجليزية)